# Real Madrid Baloncesto 2020-2021
Questa voce raccoglie le informazioni riguardanti il Real Madrid Baloncesto nelle competizioni ufficiali della stagione 2020-2021.

## Stagione
La stagione 2020-2021 del Real Madrid Baloncesto è la 65ª nel massimo campionato spagnolo di pallacanestro, la Liga ACB.

## Roster
Aggiornato al 14 luglio 2020.
| Real Madrid 2020-21 | Real Madrid 2020-21 |
| Giocatori           | Staff tecnico       |
| ------------------- | ------------------- |

| N. | Naz.                                            | Ruolo | Nome                 | Anno | Alt.   | Peso   |  |
| -- | ----------------------------------------------- | ----- | -------------------- | ---- | ------ | ------ |  |
| 1  | Francia (bandiera)                              | GA    | Fabien Causeur       | 1987 | 195 cm | 86 kg  |  |
| 2  | Spagna (bandiera)                               | P     | Juan Núñez           | 2004 | 191 cm | 85 kg  |  |
| 3  | Stati Uniti (bandiera) · Slovenia (bandiera)    | AG    | Anthony Randolph     | 1989 | 211 cm | 104 kg |  |
| 5  | Spagna (bandiera)                               | GA    | Rudy Fernández       | 1985 | 196 cm | 83 kg  |  |
| 6  | Spagna (bandiera)                               | A     | Alberto Abalde       | 1995 | 202 cm | 95 kg  |  |
| 7  | Argentina (bandiera) · Spagna (bandiera)        | P     | Facundo Campazzo     | 1991 | 181 cm | 88 kg  |  |
| 7  | Stati Uniti (bandiera) · Israele (bandiera)     | AC    | Alex Tyus            | 1988 | 203 cm | 100 kg |  |
| 8  | Argentina (bandiera) · Italia (bandiera)        | P     | Nicolás Laprovíttola | 1990 | 190 cm | 83 kg  |  |
| 9  | Spagna (bandiera)                               | AG    | Felipe Reyes (C)     | 1980 | 204 cm | 104 kg |  |
| 11 | Serbia (bandiera) · Spagna (bandiera)           | C     | Tristan Vukčević     | 2003 | 209 cm | 100 kg |  |
| 12 | Spagna (bandiera)                               | P     | Carlos Alocén        | 2000 | 194 cm | 87 kg  |  |
| 14 | Argentina (bandiera)                            | A     | Gabriel Deck         | 1995 | 201 cm | 105 kg |  |
| 16 | Spagna (bandiera)                               | AC    | Usman Garuba         | 2002 | 203 cm | 104 kg |  |
| 17 | Francia (bandiera)                              | C     | Vincent Poirier      | 1993 | 213 cm | 107 kg |  |
| 20 | Stati Uniti (bandiera) · Azerbaigian (bandiera) | G     | Jaycee Carroll       | 1983 | 188 cm | 82 kg  |  |
| 22 | Capo Verde (bandiera) · Spagna (bandiera)       | C     | Walter Tavares       | 1992 | 221 cm | 125 kg |  |
| 23 | Spagna (bandiera)                               | PG    | Sergio Llull         | 1987 | 190 cm | 94 kg  |  |
| 33 | Stati Uniti (bandiera)                          | AC    | Trey Thompkins       | 1990 | 208 cm | 108 kg |  |
| 35 | Croazia (bandiera) · Spagna (bandiera)          | A     | Boris Tišma          | 2002 | 205 cm | 91 kg  |  |
| 44 | Svezia (bandiera)                               | AP    | Jeff Taylor          | 1989 | 201 cm | 102 kg |  |
| -  | Italia (bandiera) · Spagna (bandiera)           | P     | Matteo Spagnolo      | 2003 | 193 cm | 86 kg  |  |

| Allenatore                                                                                              |
| - Pablo Laso                                                                                            |
| Assistente/i                                                                                            |
| - Isidoro Calín - Chus Mateo - Paco Redondo Legenda - (C) Capitano - (IN) Inattivo - Infortunato Roster |

## Mercato

### Sessione estiva
| Acquisti | Acquisti        | Acquisti          | Acquisti      | Acquisti |
| R.a      | Nome            | da                | Modalità      |          |
| -------- | --------------- | ----------------- | ------------- | -------- |
| A        | Alberto Abalde  | Valencia          | svincolato    |          |
| G        | Klemen Prepelič | Joventut Badalona | fine prestito |          |
| P        | Carlos Alocén   | Saragozza         | fine prestito |          |

| Cessioni | Cessioni        | Cessioni     | Cessioni       | Cessioni |
| R.       | Nome            | a            | Modalità       |          |
| -------- | --------------- | ------------ | -------------- | -------- |
| AG       | Jordan Mickey   | Chimki       | rescissione    |          |
| C        | Salah Mejri     | Beikong F.D. | fine contratto |          |
| A        | Mario Nakić     | Ostenda      | prestito       |          |
| G        | Klemen Prepelič | Valencia     | fine contratto |          |

### Dopo l'inizio della stagione
| Acquisti | Acquisti        | Acquisti    | Acquisti       | Acquisti   |
| R.       | Nome            | da          | Data           | Modalità   |
| -------- | --------------- | ----------- | -------------- | ---------- |
| AC       | Alex Tyus       | Galatasaray | 5 gennaio 2021 | definitivo |
| C        | Vincent Poirier | N.Y. Knicks | 12 aprile 2021 | svincolato |

| Cessioni | Cessioni         | Cessioni         | Cessioni         | Cessioni    |
| R.       | Nome             | a                | Data             | Modalità    |
| -------- | ---------------- | ---------------- | ---------------- | ----------- |
| P        | Facundo Campazzo | Denver Nuggets   | 20 novembre 2020 | rescissione |
| A        | Boris Tišma      | Real Betis       | 16 febbraio 2021 | prestito    |
| A        | Gabriel Deck     | Oklahoma Thunder | 13 aprile 2021   | rescissione |